# Ixora kavalliana
Ixora kavalliana är en måreväxtart som beskrevs av Karl Moritz Schumann. Ixora kavalliana ingår i släktet Ixora och familjen måreväxter. Inga underarter finns listade i Catalogue of Life.